# Discella platyspora
Discella platyspora är en svampart som beskrevs av Berk. & Broome 1850. Discella platyspora ingår i släktet Discella och familjen Mycosphaerellaceae.   Inga underarter finns listade i Catalogue of Life.